# Tiroteo en Rock Hill de 2021
El 7 de abril de 2021, seis personas, incluidos dos niños, fueron tiroteadas en una casa en Rock Hill, Carolina del Sur, Estados Unidos. Phillip Adams, un exjugador de la National Football League de 32 años, fue identificado como el perpetrador. Cinco de las víctimas de los disparos fallecieron, mientras que una sexta quedó hospitalizada en estado crítico, sin embargo falleció cuatro días después.
El 8 de abril de 2021, la Oficina del Sheriff del Condado de York dijo en una conferencia de prensa que el autor era Adams, confirmado por su padre Alonzo Adams. Un portavoz de la Oficina del Sheriff del condado de York dijo que el perpetrador había sido identificado y estaban en el proceso de registrar su casa. La policía también dijo que creía que no había otros perpetradores involucrados. Según la oficina del forense, Adams posteriormente se suicidó disparándose con una pistola calibre .45.
Adams no tenía antecedentes penales. Su padre, Alonzo, sugirió que el fútbol pudo haber jugado un papel en el tiroteo, afirmando en una entrevista con WCNC-TV que el deporte "lo arruinó".
El presidente Joe Biden mencionó el tiroteo en un discurso sobre la reforma de la tenencia de armas el 8 de abril.

## Tiroteo
La policía recibió llamadas al 911 a partir de las 4:45 p. m. EDT. Un vecino llamó después de escuchar disparos, junto con un reparador de aire acondicionado que había recibido disparos. Los agentes de policía que respondieron encontraron a dos reparadores en el patio de la casa. La policía encontró pruebas en el lugar que vinculaban a Adams con el tiroteo.
Alrededor de las 9:00 p. m. EDT, la policía rodeó la cercana casa de los padres de Adams. Luego pasaron varias horas negociando con Adams y enviaron un robot para escanear la casa. Los padres de Adams fueron evacuados del inmueble y la policía encontró a Adams muerto en el interior. La policía encontró una pistola calibre .45 y una pistola de 9 mm dentro de la casa.

## Víctimas
Las víctimas de los disparos mortales incluían al Dr. Robert Lesslie de 70 años, su esposa Barbara de 69 años, sus dos nietos los hermanos Adah Lesslie de nueve años y Noah Lesslie de cinco años y el reparador James Lewis de 39 que trabajaba en el patio de la casa en ese momento. Una sexta víctima, el otro reparador Robert Shook resultó gravemente herido en el tiroteo y luego fue trasladado en avión a un hospital de Charlotte, donde falleció cuatro días después. Ambos trabajadores estaban casados y tenían tres hijos cada uno.
Lesslie era un médico local que fundó dos centros de atención de urgencia. Escribía una columna médica semanal para el The Charlotte Observer y fue autor de libros de consejos médicos. El matrimonio Lesslie tenía cuatro hijos y cinco nietos. Los Lesslie y los Adams eran vecinos.

## Reacciones de la comunidad científica
Además de las reacciones del presidente Joe Biden, la comunidad científica también se pronunció sobre el suceso y solicitó un estudio profundo y detallado sobre el cerebro de Phillip Adams. Se basaban en un posible caso de Encefalopatía traumática crónica (ETC), enfermedad que «afecta a la capacidad para relacionarse, se siente frustración, se actúa de manera impulsiva y hay inestabilidad emocional», según las declaraciones de Hallie Zwibel, director del New York Institute of Technology School of Management (NYITSOM).
Los científicos creen que la Encefalopatía traumática crónica (ETC) es el resultado de un traumatismo craneal repetido. Esto se da principalmente por los constantes golpes recibidos por el cerebro y se conocen como «golpes subconmocionales». En ocasiones, estos golpes son tan fuertes que derivan en conmociones cerebrales. Adams sufrió dos conmociones cerebrales en 2012, según las declaraciones de su exagente. La comunidad científica afirma que no existe cura para la ETC.
La médico forense del condado de Nueva York que estuvo al frente del caso, Sabrina Gast, anunció que se realizarían estudios en la Universidad de Boston para conocer más a fondo el estado del cerebro del jugador. Además afirmó que la autopsia se llevaría a cabo en la Universidad Médica de Carolina del Sur, en Charleston. Estas declaraciones oficiales fueron emitidas después de recibir el visto bueno por parte de la familia del jugador.